# Flugbild

Flugbilder von Rabenvögeln

Das Flugbild ist das von unten betrachtete Erscheinungsbild eines fliegenden Vogels. 
Besonders bei größeren Vogelarten werden im Flugbild die Proportionen von Schwingen und Stoß, Länge und Haltung des Halses deutlich, beispielsweise:
- Bussarde: lange, breite Schwingen, kurzer Stoß;
- Habichte: kurze, breite Schwingen, langer Stoß;
- Falken: lange, schmale, spitze Schwingen, kurzer Stoß;
- Störche, Kraniche: Hals langgestreckt;
- Reiher: Hals S-förmig gebogen.

Ein weiteres Merkmal ist die Art des Fluges wie zum Beispiel Segelflug (Bussarde, Adler), Rütteln (Falken), Gaukelflug (Weihen), reißender, schneller Flug (Enten) oder langsamer Schwingenschlag (Gänse, Reiher).
Bereits anhand ihres charakteristischen Flugbildes lassen sich viele Vogelarten bestimmen bzw. ansprechen.

## Flugbilder

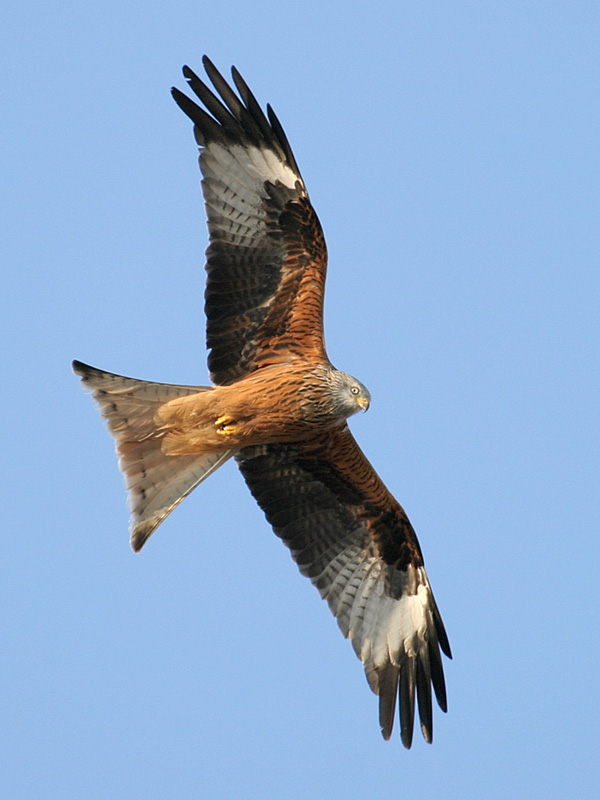
Roter Milan
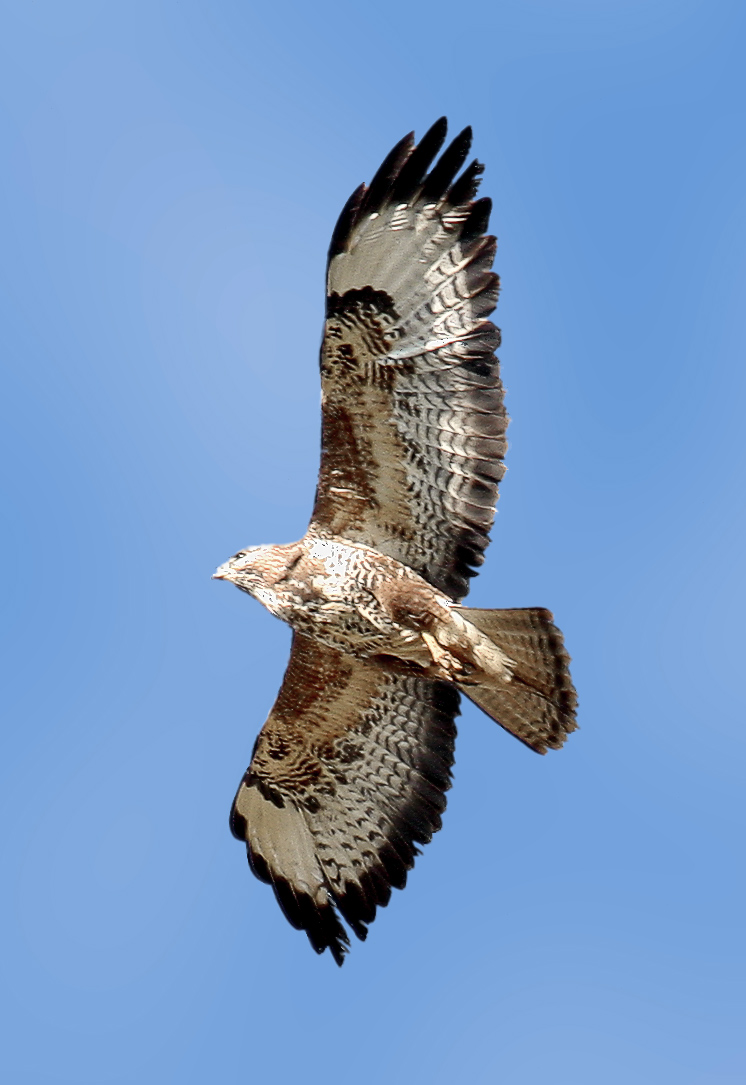
Mäusebussard
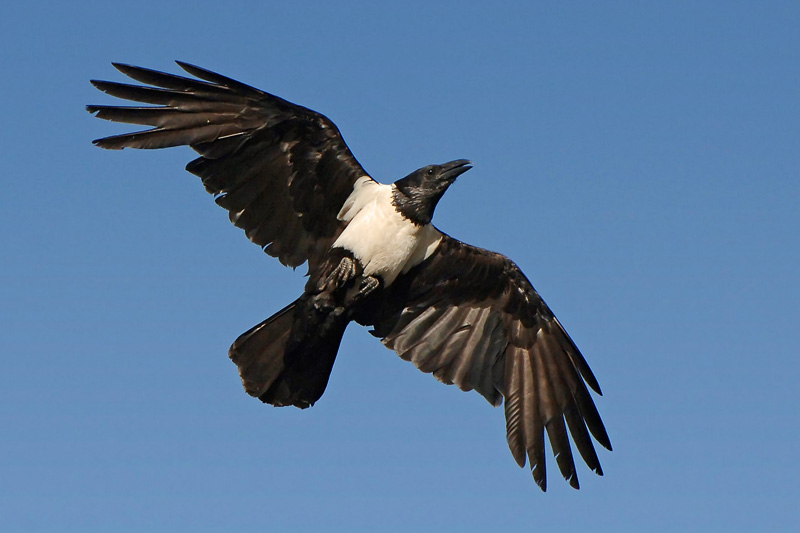
Schildrabe
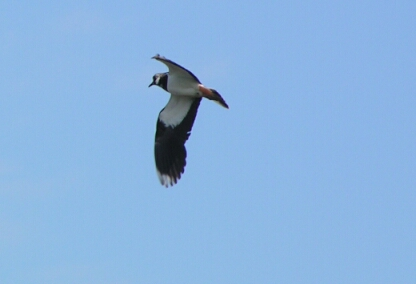
Kiebitz